# Gare de Ham-en-Artois
Gare de Ham-en-Artois vasútállomás Franciaországban, Ham-en-Artois településen.

## Vasútvonalak
Az állomást az alábbi vasútvonalak érintik:
- Arras–Dunkirk-vasútvonal

## Kapcsolódó állomások
A vasútállomáshoz az alábbi állomások vannak a legközelebb:
- Gare de Berguette-Isbergues
- Gare de Lillers